# Theobroma
A Theobroma a mályvafélék (Malvaceae) családjába tartozó nemzetség. Fajai Közép- és Dél-Amerika trópusi erdeiben honosak. Legismertebb képviselője a kakaó (Theobroma cacao).
Neve a görög a theosz (θεος) 'isten' és a bróma (βρῶμα) 'étel' szavak összetételéből származik származik. (Az utóbbi feltehetőleg a bromosz (βρομος) 'zab' szóból ered.) E nemzetségről kapta a nevét a teobromin nevű vegyület.

## Gazdaságilag jelentős fajok
A gazdaságilag kiemelkedő fontosságú Theobroma-faj a kakaó (Theobroma cacao). Terméséből, a kakaóbabból kakaóport és kakaóvajat nyernek, amiből sok egyéb mellett csokoládét, kakaóitalt készítenek. A nedves trópusi égövben minden földrészen termesztik.
A nemzetség két további fajának van gazdasági jelentősége:
- kupuazu (Theobroma grandiflorum) – Virága és termése is nagyobb a kakaófáénál. Termése bogyótermés.
- mokambó (Theobroma bicolor)

Mindkettő belső gyümölcshúsából és pulpájából zseléket készítenek, süteményekbe, édességekbe teszik, és likőrt is főznek belőlük. A magokból csokoládé is készíthető.

## Fajok
- Theobroma angustifolium DC.
- mokambó (Theobroma bicolor) Humb. & Bonpl.
- kakaó (Theobroma cacao) L.
- Theobroma canumanense Pires & Froes ex Cuatrec.
- kupuazu (Theobroma grandiflorum) (Willd. ex Spreng.) K.Schum.
- Theobroma mammosum Cuatrec. & Léon
- Theobroma microcarpum Mart.
- Theobroma obovatum Klotzsch ex Bernoulli
- Theobroma simiarum Donn.Sm.
- Theobroma speciosum Willd. ex Spreng.
- Theobroma stipulatum Cuatrec.
- Theobroma subincanum Mart.
- Theobroma sylvestre Mart.